# Cyclisme sur piste aux Jeux olympiques d'été de 2016
Pour un article plus général, voir Cyclisme aux Jeux olympiques d'été de 2016.
Navigation
Londres 2012 Tokyo 2020
Les épreuves de cyclisme sur piste des Jeux olympiques d'été de 2016 se déroule entre le 11 et le 16 août 2016 au Vélodrome de Barra, dans la banlieue de Rio de Janeiro.
Elles sont composées pour les hommes et les femmes de trois épreuves de sprint (Vitesse individuelle, Vitesse par équipes, Keirin), d'une épreuve d'endurance (Poursuite par équipes) et d'une épreuve combinée (Omnium).

## Calendrier
| Calendrier des épreuves cyclistes | Calendrier des épreuves cyclistes | Calendrier des épreuves cyclistes | Calendrier des épreuves cyclistes | Calendrier des épreuves cyclistes | Calendrier des épreuves cyclistes | Calendrier des épreuves cyclistes | Calendrier des épreuves cyclistes | Calendrier des épreuves cyclistes | Calendrier des épreuves cyclistes | Calendrier des épreuves cyclistes | Calendrier des épreuves cyclistes | Calendrier des épreuves cyclistes | Calendrier des épreuves cyclistes | Calendrier des épreuves cyclistes | Calendrier des épreuves cyclistes | Calendrier des épreuves cyclistes | Calendrier des épreuves cyclistes | Calendrier des épreuves cyclistes |
| Août 2016                         | Août 2016                         | 5                                 | 6                                 | 7                                 | 8                                 | 9                                 | 10                                | 11                                | 12                                | 13                                | 14                                | 15                                | 16                                | 17                                | 18                                | 19                                | 20                                | 21                                |
| --------------------------------- | --------------------------------- | --------------------------------- | --------------------------------- | --------------------------------- | --------------------------------- | --------------------------------- | --------------------------------- | --------------------------------- | --------------------------------- | --------------------------------- | --------------------------------- | --------------------------------- | --------------------------------- | --------------------------------- | --------------------------------- | --------------------------------- | --------------------------------- | --------------------------------- |
| Piste                             |                                   |                                   |                                   |                                   |                                   |                                   |                                   | 2                                 | 2                                 | 1                                 | 1                                 | 1                                 | 3                                 |                                   |                                   |                                   |                                   |                                   |

|  | Jour de compétition |  | Jour de finale | 4 | Nombre de finales |

## Programme
| S | Séries/Tours préliminaires | ¼ | Quarts de finale | ½ | Demi-finales | F | Finale |

| Keirin hommes                |   |   |   |   |   |   |   |   |   |    |    |    |    |    |    | S  | ½  | F  |   |   |
| Vitesse individuelle hommes  |   |   |   | S | S | S | ¼ | ½ | ½ | F  | F  | F  |    |    |    |    |    |    |   |   |
| Vitesse par équipes hommes   | S | ½ | F |   |   |   |   |   |   |    |    |    |    |    |    |    |    |    |   |   |
| Poursuite par équipes hommes | S | S | S | ½ | ½ | F |   |   |   |    |    |    |    |    |    |    |    |    |   |   |
| Omnium hommes                |   |   |   |   |   |   |   |   |   | SC | PI | EL | TT | TL | CP |    |    |    |   |   |
| Keirin femmes                |   |   |   |   |   |   | S | ½ | F |    |    |    |    |    |    |    |    |    |   |   |
| Vitesse individuelle femmes  |   |   |   |   |   |   |   |   |   | S  | S  | S  | S  | S  | S  | ¼  | ½  | F  | F | F |
| Vitesse par équipes femmes   |   |   |   | S | ½ | F |   |   |   |    |    |    |    |    |    |    |    |    |   |   |
| Poursuite par équipes femmes | S | S | S |   |   |   | ½ | F | F |    |    |    |    |    |    |    |    |    |   |   |
| Omnium femmes                |   |   |   |   |   |   |   |   |   |    |    |    | SC | PI | EL | TT | TL | CP |   |   |

## Épreuves

### Hommes
| Podiums                                   | Or                                                                 | Argent                                                                                  | Bronze                                                                                      |
| Keirin résultats détaillés                | Jason Kenny (GBR)                                                  | Matthijs Büchli (NED)                                                                   | Azizulhasni Awang (MAS)                                                                     |
| Vitesse individuelle résultats détaillés  | Jason Kenny (GBR)                                                  | Callum Skinner (GBR)                                                                    | Denis Dmitriev (RUS)                                                                        |
| Vitesse par équipes résultats détaillés   | Grande-Bretagne Philip Hindes Jason Kenny Callum Skinner           | Nouvelle-Zélande Eddie Dawkins Ethan Mitchell Sam Webster                               | France Grégory Baugé Michaël D'Almeida François Pervis                                      |
| Poursuite par équipes résultats détaillés | Grande-Bretagne Ed Clancy Steven Burke Owain Doull Bradley Wiggins | Australie Alexander Edmondson Jack Bobridge Michael Hepburn Sam Welsford Callum Scotson | Danemark Lasse Norman Hansen Niklas Larsen Frederik Madsen Casper von Folsach Rasmus Quaade |
| Omnium résultats détaillés                | Elia Viviani (ITA)                                                 | Mark Cavendish (GBR)                                                                    | Lasse Norman Hansen (DEN)                                                                   |

### Femmes
| Podiums                                   | Or                                                                       | Argent                                                             | Bronze                                                                             |
| Keirin résultats détaillés                | Elis Ligtlee (NED)                                                       | Rebecca James (GBR)                                                | Anna Meares (AUS)                                                                  |
| Vitesse individuelle résultats détaillés  | Kristina Vogel (GER)                                                     | Rebecca James (GBR)                                                | Katy Marchant (GBR)                                                                |
| Vitesse par équipes résultats détaillés   | Chine Gong Jinjie Zhong Tianshi                                          | Russie Daria Shmeleva Anastasia Voynova                            | Allemagne Miriam Welte Kristina Vogel                                              |
| Poursuite par équipes résultats détaillés | Grande-Bretagne Katie Archibald Laura Trott Elinor Barker Joanna Rowsell | États-Unis Sarah Hammer Kelly Catlin Chloe Dygert Jennifer Valente | Canada Allison Beveridge Jasmin Glaesser Kirsti Lay Georgia Simmerling Laura Brown |
| Omnium résultats détaillés                | Laura Trott (GBR)                                                        | Sarah Hammer (USA)                                                 | Jolien D'Hoore (BEL)                                                               |

## Résultats détaillés
| Hommes Vitesse individuelle Article détaillé : Vitesse individuelle masculine aux Jeux olympiques d'été de 2016 . Vitesse par équipes Article détaillé : Vitesse par équipes masculine aux Jeux olympiques d'été de 2016 . Keirin Article détaillé : Keirin masculin aux Jeux olympiques d'été de 2016 . Poursuite par équipes Article détaillé : Poursuite par équipes masculine aux Jeux olympiques d'été de 2016 . Omnium Article détaillé : Omnium masculin aux Jeux olympiques d'été de 2016 . | Femmes Vitesse individuelle Article détaillé : Vitesse individuelle féminine aux Jeux olympiques d'été de 2016 . Vitesse par équipes Article détaillé : Vitesse par équipes féminine aux Jeux olympiques d'été de 2016 . Keirin Article détaillé : Keirin féminin aux Jeux olympiques d'été de 2016 . Poursuite par équipes Article détaillé : Poursuite par équipes féminine aux Jeux olympiques d'été de 2016 . Omnium Article détaillé : Omnium féminin aux Jeux olympiques d'été de 2016 . |

## Tableau des médailles
- Pays organisateur (Brésil)

| Rang  | Nation           | Or | Argent | Bronze | Total |
| ----- | ---------------- | -- | ------ | ------ | ----- |
| 1     | Grande-Bretagne  | 6  | 4      | 1      | 11    |
| 2     | Pays-Bas         | 1  | 1      | 0      | 2     |
| 3     | Allemagne        | 1  | 0      | 1      | 2     |
| 4     | Chine            | 1  | 0      | 0      | 1     |
| 4     | Italie           | 1  | 0      | 0      | 1     |
| 6     | États-Unis       | 0  | 2      | 0      | 2     |
| 7     | Australie        | 0  | 1      | 1      | 2     |
| 7     | Russie           | 0  | 1      | 1      | 2     |
| 9     | Nouvelle-Zélande | 0  | 1      | 0      | 1     |
| 10    | Danemark         | 0  | 0      | 2      | 2     |
| 11    | Belgique         | 0  | 0      | 1      | 1     |
| 11    | Canada           | 0  | 0      | 1      | 1     |
| 11    | France           | 0  | 0      | 1      | 1     |
| 11    | Malaisie         | 0  | 0      | 1      | 1     |
| Total | Total            | 10 | 10     | 10     | 30    |